# Großer Kouros von Samos

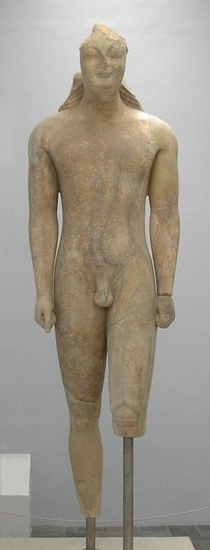
Der große Kouros von Samos

Der große Kouros von Samos ist ein archaischer Kouros aus Marmor der Zeit um 600 bis 580 v. Chr., der im Heraion von Samos als Weihegeschenk aufgestellt war. Mit etwa 4,75 m Höhe gehört er zu den größten bekannten Kouroi.
Der Torso des Kouros wurde im September 1980 von einem Team unter Leitung von Helmut Kyrieleis an der Heiligen Straße im Heraion von Samos aufgefunden, der Kopf wurde im Herbst 1984 gefunden. Teile des Kopfes, der linke Unterschenkel sowie die Füße fehlen.
Nach der Inschrift auf dem linken Oberschenkel des Kouros handelt es sich dabei um die Weihung eines sonst nicht weiter bekannten Isches, Sohn des Rhesis (Ἰσχῆς ἀνέθηκεν ὁ Ῥήσιος) in das Heiligtum. Aus stilistischen Gründen wird er einem ionischen Bildhauer, der auf Samos tätig war, zugeschrieben.
Der Kouros ist im Archäologischen Museum von Samos, dem Hauptort der Insel Samos, ausgestellt.